# Trajko Rajković
Trajko Rajković (in serbo Трајко Рајковић?; Leskovac, 7 dicembre 1937 – Lubiana, 28 maggio 1970) è stato un cestista jugoslavo.

## Carriera
Nel 1967-68 è stato il miglior marcatore del campionato italiano, segnando 521 punti con la Fargas Livorno.
Con la Nazionale jugoslava, ha vinto due argenti e un bronzo  agli Europei, un argento alle Olimpiadi e un oro ai Mondiali. È morto appena tre giorni dopo la finale del mondiale 1970 a seguito di un attacco cardiaco, lasciando la moglie Biljana e il figlio Vladimir.

## Palmarès
- YUBA liga: 3

1960, 1963, 1964
- Coppa di Jugoslavia: 2

1960, 1962